# Tõnu Lepik
Tõnu Lepik, né le 1er mai 1946 à Tallinn, est un athlète estonien concourant pour l'URSS, spécialiste du saut en longueur.

## Biographie
Médaillé d'argent des Jeux européens en salle de 1968, il se classe cinquième des Jeux olympiques de Mexico en établissant la marque de 8,09 m. Il se classe troisième des Championnats d'Europe de 1969, derrière son compatriote Igor Ter-Ovanessian et le Britannique Lynn Davies.
En 1970, Tõnu Lepik remporte le titre des Championnats d'Europe en salle de Vienne, en Autriche, grâce à un saut à  8,05 m. Il devance l'Est-allemand Klaus Beer et l'Espagnol Rafael Blanquer.

### Palmarès
| Date | Compétition                    | Lieu     | Résultat | Marque |
| ---- | ------------------------------ | -------- | -------- | ------ |
| 1968 | Jeux européens en salle        | Madrid   | 2e       | 7,87 m |
| 1968 | Jeux olympiques                | Mexico   | 5e       | 8,09 m |
| 1969 | Championnats d'Europe          | Athènes  | 3e       | 8,04 m |
| 1970 | Championnats d'Europe en salle | Vienne   | 1er      | 8,05 m |
| 1972 | Championnats d'Europe en salle | Grenoble | 5e       | 7,82 m |

### Records
| Épreuve          | Épreuve   | Performance | Lieu   | Date            |
| ---------------- | --------- | ----------- | ------ | --------------- |
| Saut en longueur | Plein air | 8,09 m      | Mexico | 18 octobre 1968 |
| Saut en longueur | Salle     | 8,05 m      | Vienne | 15 mars 1970    |